# Smysl (biologie)

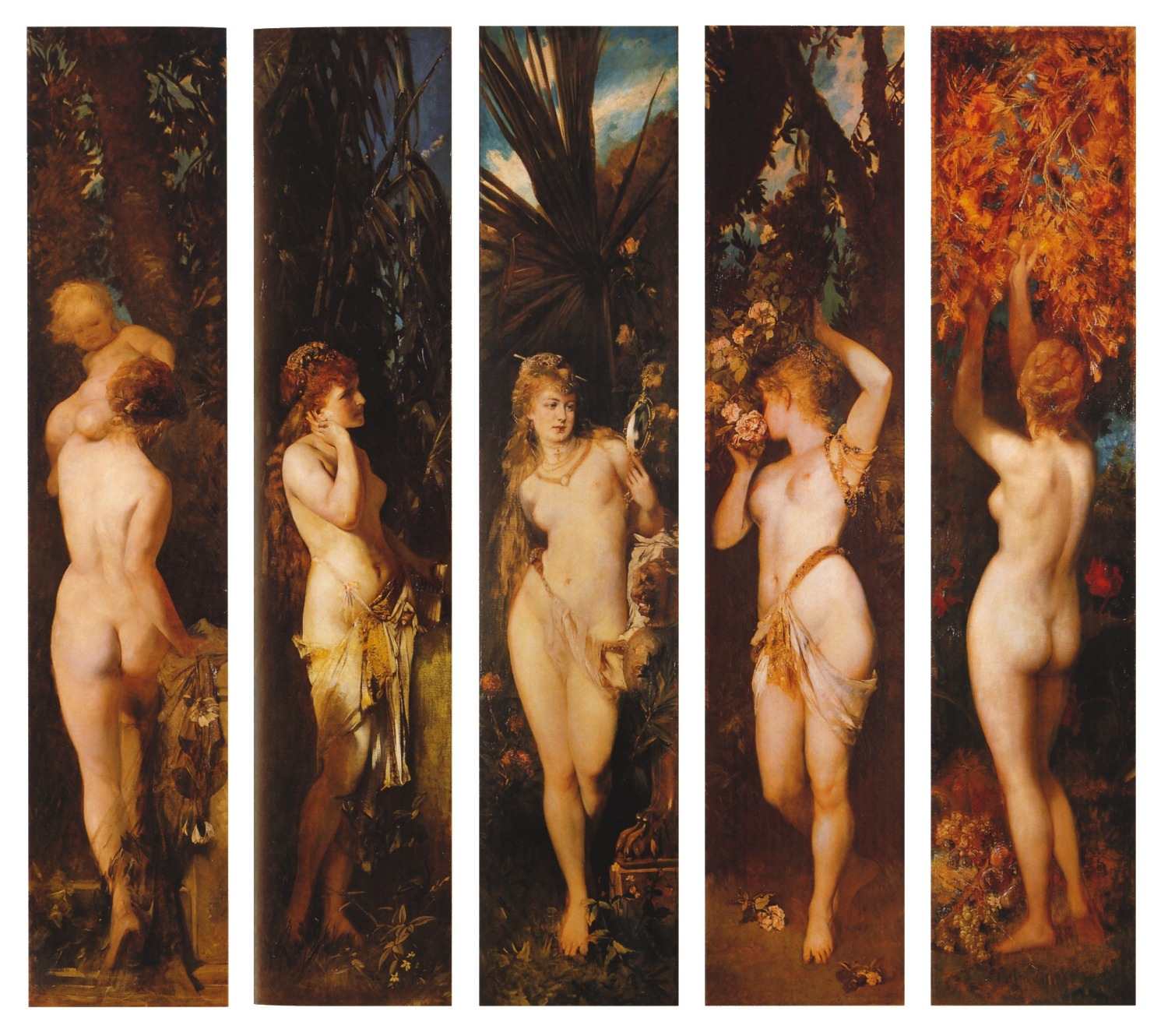
Pět smyslů - Hans Makart

Smysl je schopnost organismu přijímat určitý druh informací z okolí – např. přítomnost určité chemické látky, světla nebo charakteristiku vlnění okolního vzduchu. Tato informace je většinou přijímána specializovaným orgánem, který se pak označuje jako smyslový orgán. Přítomnost či nepřítomnost a stupeň rozvinutí určitého smyslu u daného biologického druhu závisí na způsobu jeho života. Například dravci mají často velmi dobrý zrak, psi mají výborný čich.

## Smysly u člověka

### Tradičních pět smyslů
Tradičně se rozlišuje pět základních smyslů: chuť, čich, sluch, hmat a zrak. Toto rozlišení znal již Tomáš Akvinský a před ním už i Aristotelés (jak je patrno z jeho spisu "O duši"). Z pojetí pěti smyslů vychází i fráze „mít všech pět pohromadě“. Už Ottova encyklopedie ovšem uvádí, že základní pětici lze rozšiřovat o další smysly.
Všech pět základních smyslů má své receptory, které umožňují vnímat okolí organismu. Proto se nazývají exteroreceptory. Chuť a čich jsou chemoreceptorové smysly, sluch a hmat jsou mechanoreceptorové a zrak je fotoreceptorový smysl.
Pět smyslů:
- zrak – orgán oko
- sluch – orgán ucho
- hmat – mechanoreceptory, termoreceptory a nocireceptory (vnímání bolesti) v kůži
- chuť – chuťové pohárky v ústech (na jazyku)
- čich – čichové buňky v nose

Interoreceptory na rozdíl od exteroreceptorů sledují vnitřní prostředí organismu. Příkladem jsou receptory, které sledují kyselost krve. Významným případem je vnímání pohybu, které je založeno na vnitřních receptorech a využití setrvačných sil ve vestibulárním systému. Umožňují získat informaci o pohybu těla. Tyto vnitřní receptory nejsou smysly ve vlastním smyslu slova, ale často bývají ke smyslům přiřazovány.

### Další smysly
- Vnímání teploty – termoreceptory v kůži
- Vnímání gravitačního pole – mechanoreceptory ve vestibulárním systému uvnitř vnitřního ucha
- Vnímání času – vnímání času je jednak pro krátkodobé časové úseky – sekundy, minuty, hodiny, které je umístěno v mozku. Tato informace o času je dosti nepřesná a poskytuje pouze orientační hodnotu. Kromě toho existuje vnímání delšího časového úseku – přibližně jednoho dne. Tento smysl je realizován hypothalamem, jenž je umístěn v mozku, a sítnicí. Jejich činnost je nevědomá. Tento smysl je využíván hypothalamem k realizaci cirkadiánního biorytmu.
- Vnímání magnetického pole - podle některých výzkumů se dokáže člověk podvědomě řídit magnetickým polem, ale nedokáže jej vnímat.[1]

## Smysly u zvířat
Různí živočichové mohou mít různé smysly – s odpovídajícími receptory (viz výše) – stejné jako člověk. Kromě toho někteří živočichové mají smysly, které neodpovídají žádnému smyslu u člověka.
- Vnímání magnetického pole – orientace některých ptáků nebo mořských želv, nově byly objeveny magnetoreceptory i u psů a opic[2]
- Vnímání elektrického pole – řada druhů ryb a žraloků, zvláště elekt. ryby a paryby
- Vnímání tepelného záření – tepločivné jamky u hadů pro nalezení kořisti ve tmě

## Smysly u rostlin
Rostliny obdobně jako živočichové mají smysly, např. pro:
- Světlo – růst nadzemních částí rostliny za světlem
- Gravitační pole – růst kořenů ve směru zemské tíže (gravitace)
- Čas délky přibližně jednoho dne – řízení cirkadiánního biorytmu